# François Louis Alfred Durrieu
Pour les articles homonymes, voir Durrieu.
François Louis Alfred Durrieu est un général de division né le 18 janvier 1812 à Hambourg et mort le 30 septembre 1877 à Paris.
Neveu du général Antoine Simon Durrieu et héritier du titre de baron en 1862.
Élève de l'École spéciale militaire de Saint-Cyr (13e promotion du firmament 1830/32), puis de l’École d’état-major en 1836, devint capitaine en 1840, et fut attaché aux travaux topographiques en Algérie. Chef d’escadron aux spahis en 1845, lieutenant-colonel au 1er chasseurs en mai 1849, colonel au 2e spahis en juillet 1851, il devint le 29 août 1854 général de brigade. Il reçut le commandement de la subdivision de Mascara ; puis, promu général de division le 11 décembre 1859.
Il occupa les fonctions de sous-gouverneur de l’Algérie du 19 novembre 1861 jusqu’à la suppression de cet emploi le 24 octobre 1870. Il fut gouverneur de l'Algérie du 27 juillet 1870 au 24 octobre 1870.

## Distinctions[2]
- Grand officier de la Légion d'honneur
- Grand Croix de l'Ordre de Dannebrog
- Grand-croix de l'ordre d'Isabelle la Catholique
- Grand Officier du Nichan Iftikhar

## Sources
- (fr) Le livre d'Or de l'Algérie, Narcisse Faucon, Challamel et Cie Éditeurs Librairie Algérienne et Coloniale, 1889.
- « Cote LH/875/49 », base Léonore, ministère français de la Culture, « Cote LH/875/52 », base Léonore, ministère français de la Culture, « Cote 875/56 », base Léonore, ministère français de la Culture